# Aktivno slušanje
Umijeće slušanja podrazumijeva mnogo toga: zadržati se od zijevanja kad vam se zijeva; ne osvrtati se neprekidno oko sebe; truditi se što je više moguće da ne upadate u riječ, a ako se želite suprotstaviti, onda to učinite delikatno. Ne pretjerujte s klimanjem glavom kako biste pokazali da obraćate pažnju, ne ubacujte se svaki čas s "Naravno!", "Imaš pravo!", "Tako je!"; jer to je dokaz da zapravo ne slušate sugovornika.
„Razlog zbog kojeg imamo dva uha, a samo jedna usta je da bismo mogli više slušati, a manje govoriti.“														
Latinska poslovica
Lako je naći ljude koji će satima pričati o sebi i o svojim temama, a mnogo je teže naći one koji su spremni, voljni ili koji imaju vremena da Vas satima slušaju. 
Ovo nas navodi na dva razmišljanja: prvo, ne iskušavajte strpljenje onoga tko vas sluša, jer to čini možda posljednji put, drugo, budite spremni slušati drugoga. 
Većina ljudi smatra da je slušanje nešto što se samo po sebi podrazumijeva, to je zbog toga što sposobnost komuniciranja vežu uz sposobnost govorenja, iako je za dobru komunikaciju podjednako važno znati dobro slušati i dobro govoriti.

## Što je važno?
Postoje momenti kada možemo slušati, a da zapravo ne čujemo što nam se govori ili možemo čuti ono što sugovornik nije rekao.
U takvim situacijama naša pozornost bila je usmjerena na nešto drugo
Slušanje kao komunikacijska vještina uključuje usmjeravanje pozornosti, interpretiranje i pamćenje onoga što smo zaista čuli. Dakle, dolazimo do definicije aktivnog slušanja što znači slušati usredotočeno, slušati s empatijom i prihvaćanjem druge osobe, te slušati odgovorno.
„Gdjegod se ljudi nađu zajedno, nastoje biti slušani, međutim, vrlo su rijetko slušani jer osoba koju nastoje pridobiti da ih sluša, vrlo nestrpljivo čeka šansu da - bude slušana.“	
Jackins, 1982.

## Upute za aktivno slušanje
Odlučite da ćete slušati
Na početku razgovora recite sami sebi: "Sad ću slušati."
Već sama ta nakana poboljšat će vašu sposobnost slušanja.
Gledajte sugovornika u oči
Ako govorite ne gledajući sugovornika u oči, najvjerojatnije će pomisliti kako ste nezainteresirani, distancirani ili da nešto skrivate.
Ljudi procjenjuju po vašim očima.
U razgovor unesite i neke neverbalne znakove poput klimanja glavom ili govorom tijela.
Pitajte
Razmišljajte o onome što čujete i postavljajte pitanja.
Tako si možete razjasniti neke stvari koje niste dobro razumjeli, a i dajete sugovorniku do znanja da ga stvarno slušate.
Parafrazirajte
Parafraziranje znači vlastitim riječima ponoviti ono što ste čuli npr. «Ako sam vas dobro razumio, vi kažete da...?» ili «znači li to da...?».
Ovo vam pomaže da uvidite koliko ste pozorno sugovornika slušali i razumjeli.
Nemojte previše govoriti
Većina ljudi radije govori, nego sluša.
Koliko puta ste se uhvatili ne slušajući nego razmišljajući što ćete reći kada druga osoba prestane govoriti?
Ako vam je cilj slušati, nemojte govoriti jer je to nemoguće u isto vrijeme.
Nemojte prekidati
To se obično doživljava kao omalovažavanje, neuvažavanje i osobni napad.
Iskoristite šutnju
Većina ljudi teško podnosi periode šutnje i želi ih što prije prekinuti.
Periodi šutnje nisu loši jer vam mogu pomoći da razmislite ili da date drugoj osobi šansu da kaže nešto za što joj treba vremena.
Izbjegavajte pokrete koji ometaju
Dok slušate ne gledajte na sat, ne listajte papire.
Sve to govori da vam nije stalo do osobe i što ona govori, da vam je dosadno i da najvjerojatnije nećete čuti sve što vam kaže.

## Teorije slušanja
- Neki autori smatraju da je to zato što je tempo govorenja sporiji od tempa slušanja. (Prema istraživanjima, prosječna osoba govori tempom od 100 – 140 riječi u minuti, dok sluša tempom od 600 riječi u minuti. Tako slušatelju ostaje mnogo vremena za vlastite misli).
- Drugi smatraju da je stvar u vlastitoj procjeni pojedinca, da li vjeruje da može čuti nešto korisno ili ako mu se čini nezanimljivo, dosadno i nerazumljivo da uopće neće ulagati napore da se usredotoči.

## Kako se slušanje može popraviti?
1. Vizualizacija
ono što slušate pokušajte vizualizirati
npr. profesor je imao razrađen sustav dosjećanja…1 (je udica), 2 (je vješalica), 3 (je češalj), 4 (je stolac) itd. Točno je znao ponoviti niz riječi…
2. Logičko slušanje
pratiti strukturu govora i uvidjeti ako je nešto propušteno ili krivo rećeno
3. Predviđanje
pokušati predvidjeti što će sugovornik reći
U svakodnevnom životu loše slušanje je češće pravilo nego izuzetak. Ponekad mi loše slušamo druge ljude i rijetko to zapažamo, ali često uočavamo da druga osoba ne sluša nas.

## Glavne tehnike slušanja
1. Empatija
Što znači staviti se na mjesto druge osobe, ohrabriti ju više kretanjima nego riječima, kako bi vidjela da joj pružate potporu i shvaćate je.
2. Analiza
Koristite se pitanjima da biste izvukli što druga osoba doista misli i zašto to misli
3. Sinteza
Jasno izrecite ono što mislite da vam druga osoba govori. Ona potom može ili potvrditi ili preinačiti ono što ste rekli. Tom prilikom se možete koristi tehnikama sažimanja, parafraziranja i reflektiranja sadržaja kojeg ste čuli.
Što možemo učiniti ako zamijetimo da nas druga osoba ne sluša?
- moguće da nije zainteresirana za tu temu,
- možda govorimo presporo i monotono
- sugovornik možda trenutno ima važnijeg ili hitnijeg posla i sl.

## Kako prepoznati loše slušanje?
- Pseudo slušanje

Situacija u kojoj osjećamo da bismo trebali slušati, ali nas ono što druga osoba govori uopće ne zanima i ne slušamo je. Tada se pravimo da nas zanima, ali krivim pokretima tijela i prenanglašenom kretanju otkrivamo se i sugovornik postaje svjestan da se ne radi o pravom slušanju.
- Pasivno slušanje

Nije nam do govorenja pa se prepuštamo slušanju. Zavalimo se u stolicu, pokrivamo usta da bismo sakrili povremeno zijevanje, pogled nam luta i rijetko gledamo sugovornika u oći.
- Otimanje riječi

Dok druga osoba govori nestrpljivi smo, lupkamo prstima ili se igramo nekim predmetom, jer želimo govoriti. Stoga slušamo tek toliko da bi mogli ugrabiti priliku za vlastit nastup.
- Doslovno slušanje

Učinkovito slušati znači primati verbalne i neverbalne signale.
- Slušanje iz zasjede

Riječ je o slušanju koje ima za cilj napad na drugu osobu. Slušamo ali samo kako bismo uočili pogreške u izlaganju i napali je.

## Prepreke koje stvara slušatelj
Uključuje ono što ne bismo trebali govoriti i što proces slušanja ometa.
1. Usmjeravanje
Preuzimanje kontrole nad onim o čemu bi sugovornik mogao govoriti.
2. Procjenjivanje i vrednovanje
Sugovornik ne smije osjetiti da ga procjenjujete.
3. Optuživanje
Možete reći kako ste se osjećali, ali nemojte za to optuživati drugu osobu.
4. Agresivnost
Izbjegavajte rečenice s ciljem da drugoj osobi nanesete bol ili je ponizite.
5. Moraliziranje
Nepoželjne su pokroviteljske izjave o tome kako treba živjeti.
6. Savjetovanje i podučavanje
Ne dati sugovorniku dovoljno prostora i vremena da sam dođe do rješenja svog problema. Skloni smo ponašati se kao da jedino mi znamo što je najbolje.
7. Neuvažavanje tuđih osjećaja
Ne nametati što bi sugovornik trebao osjećati. svatko ima pravo na svoje osjećaje, pa makar bili neprikladni.
8. Neprikladno pričanje o sebi
Izbjegnite govorenje o sebi.
9. Etiketiranje i postavljanje dijagnoze
Saslušajte sugovornika i shvatite njegov način gledanja na problem.
10. Pretjerano interpretiranje
Vaše viđenje sugovornikova ponašanja ne mora imati nikakve veze s onim što ta osoba sama misli.
11. Skretanje pozornosti
Znači skretanje razgovora s jedne teme na drugu. Najčešće kada ne slušamo sugovornika, kada nam je tema dosadna i neprivlačna.
Ljudi se ne bi smjeli osjećati zaplašenima toliko da vam kažu samo ono što vi želite čuti. Ako se upotrebljavaju mnoge od gore navedenih stvari velika je vjerojatnost da vas ljudi neće smatrati osobom kojoj mogu reći nešto o sebi.